# Brčálnické mokřady
Brčálnické mokřady je přírodní rezervace zhruba 5,5 km severně od města Železná Ruda v okrese Klatovy. Chráněné území se rozkládá v údolí horního toku řeky Úhlavy v jihozápadním sousedství osady Brčálník. Oblast spravuje Správa NP a CHKO Šumava.

## Předmět ochrany
Důvodem ochrany jsou dynamicky a samovolně se vyvíjející bylinná i dřevinná společenstva včetně zde žijících živočišných druhů, významné či zvláště chráněné druhy rostlin.

## Galerie

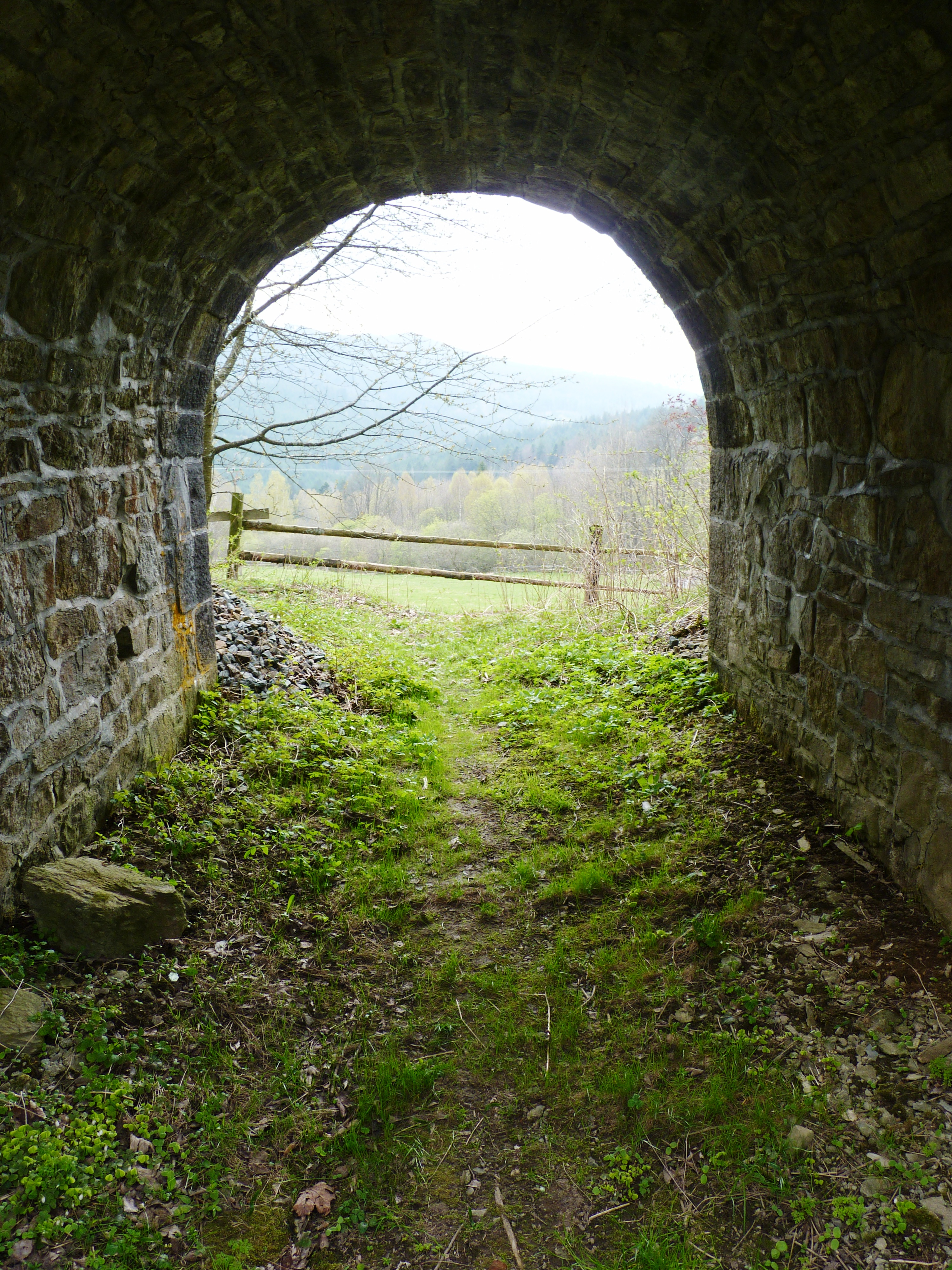
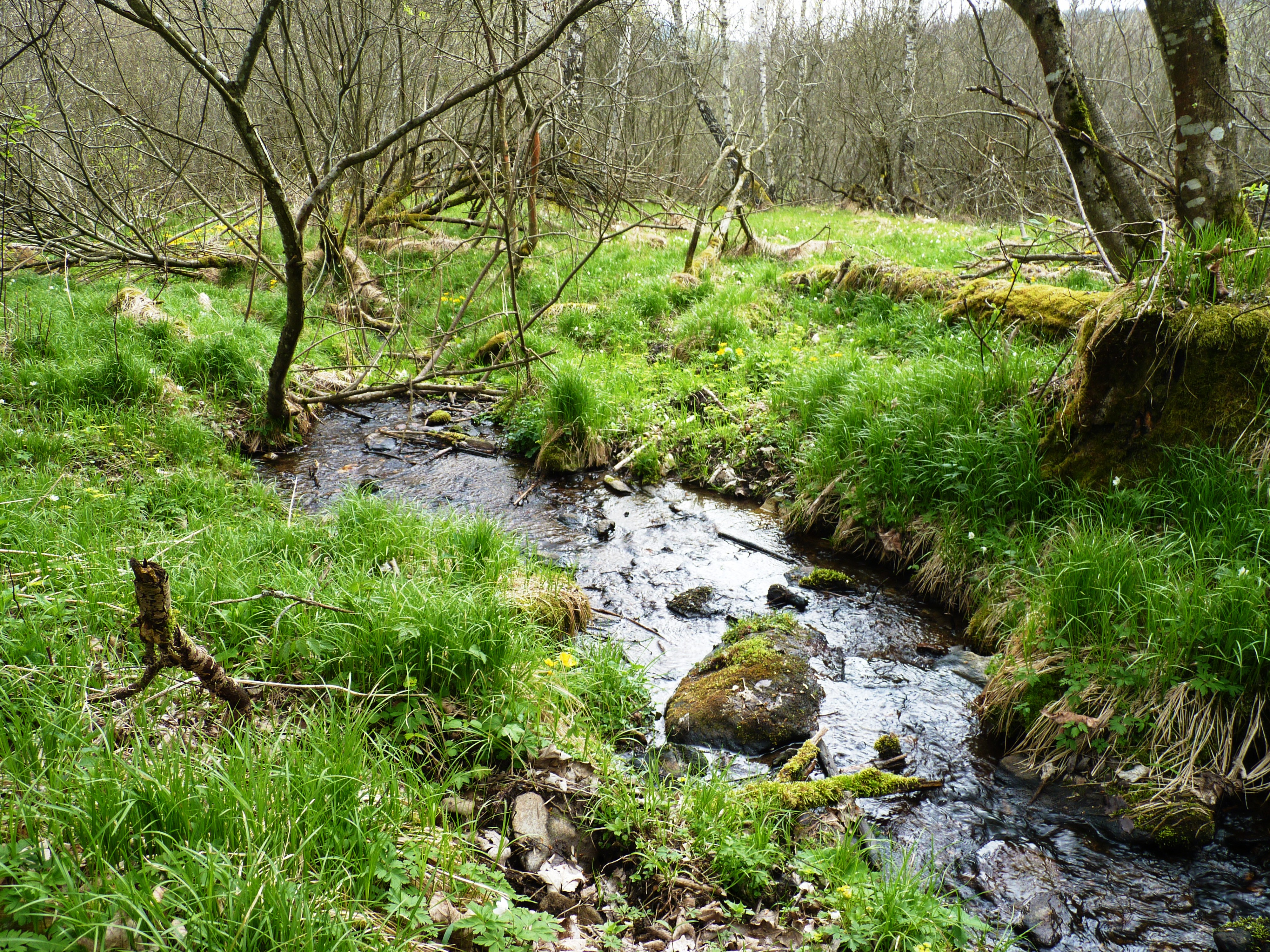
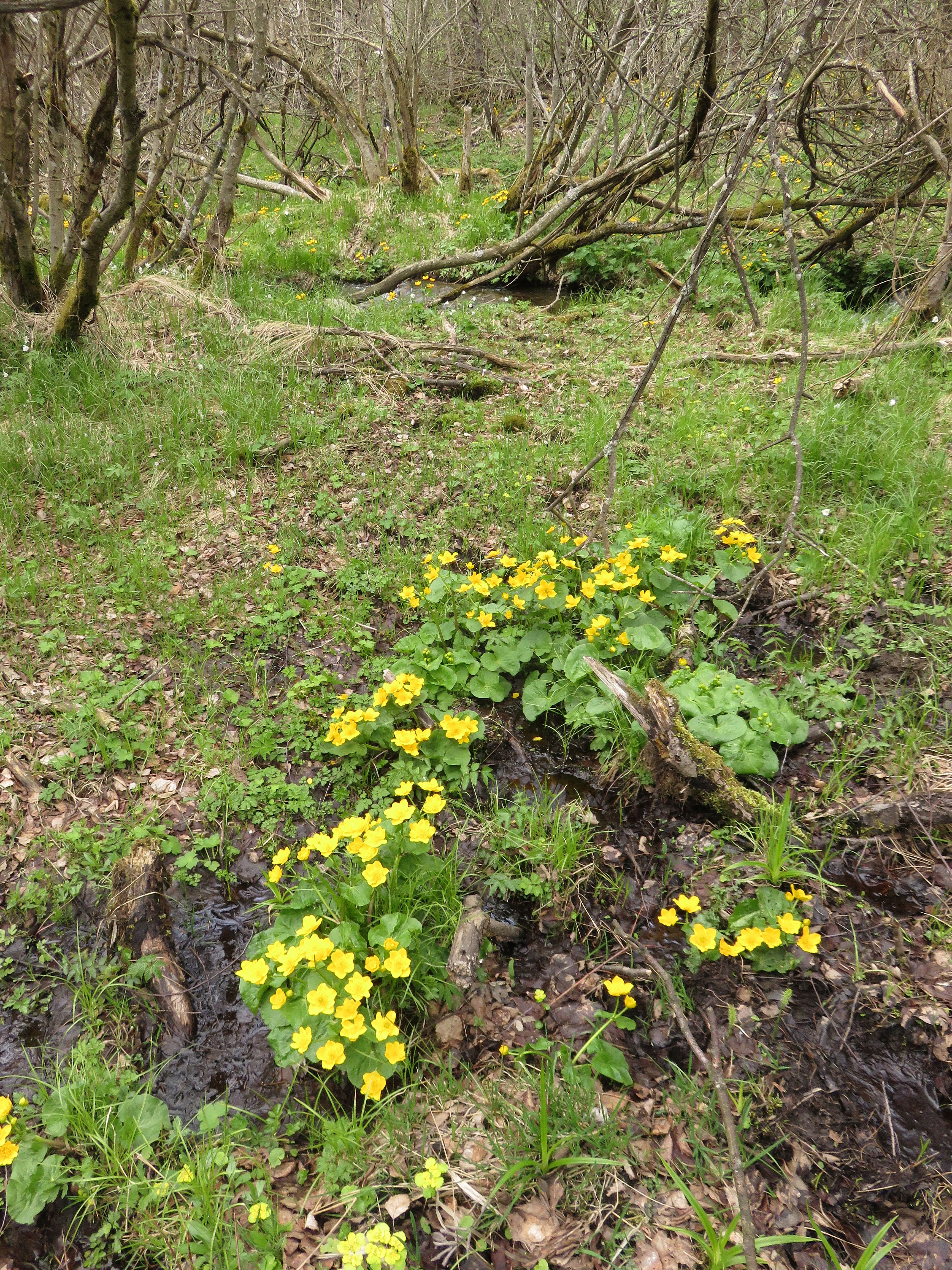